# الزعيمة (ميتال جير)
الزعيمة (The Boss)، وهي شخصية خيالية من شركة كونامي في سلسلة الألعاب التي تعرف بأسم ميتال غير

## الظهور
في سلسلة  ميتال جير، الزعيمة هي جندية أمريكية اسطورية، كما أنها مؤسسة وزعيمة وحدة الكوبرا، وهي أيضاً الأم البيولوجية لريفولفر أوسلات،  بالإضافة لكونها قامت بتعليم وتدريب نيكيد سنيك وأشبه ماتكون بالأم له، وتعرف أيضاً بأنها الأم للقوات الخاصة الأمريكية. في حزيران / يونيو عام 1944 أثناء الحرب العالمية الثانية، قادت وحدة الكوبرا إلى النصر في معركة النورماندي.
تظهر الزعيمة  كالخصم الرئيسي في Metal Gear Solid 3: Snake Eater. حيث قامت بالانتقال إلى الاتحاد السوفييتي مع العقيد Volgin برفقة وحدة الكوبرا. في كثير من مجريات اللعبة، يلتقي نيكد سنيك مرارا  بالزعيمة لكي يقوم بقتلها كما أُمر من قبل رؤسائه. بعد وفاة فولقن، تقوم الزعيمة بكشف سرها وأنها ابنة أحد الأعضاء الأصليين من الفلاسفة المسئولين عن  إرث الفلاسفة. بعد المعركة النهائية، حيث يقوم سنيك بمحاربة الزعيمة وهزيمتها وقبل أن يقتلها تقوم بإعطائة التركة التي تخص الفلاسفة التي قام فولقن بإحفائها. لنكتشف فيما بعد أن هذه المهمة كلها كانت غطاء قامت به الولايات المتحدة لكي تقوم الزعيمة بسرقة كنز فولقن وتقوم بتسليمة لسنيك وتسمح له بقتلها لكي لايحدث تعارض في المصالح المتشركة بين أمريكا والاتحاد السوفيتي.
تكشف إيفا في ميتال غير سوليد: بيس والكر أن الزعيمة قامت بإدخال عميل سري في شركة (USSR's إنرجيا) من عام 1959 إلى 1961 لجمع معلومات أكثر عن برنامج سبوتنك-1 بقليل من مساعدة الفلاسفة. وقد تم تكليفها في نهاية المطاف باختبار الكبسولة ميركوري ضمن برنامج ميركوري وقد تم إطلاق الكبسولة للفضاء في نفس الوقت الذي أجريت فيه رحلة يوري جاجارين وذلك في الثاني عشر من شهر أبريل، عام 1961. مع ذلك، تعرضت الكبسولة لخلل كبير عند رحلة العودة. الزعيمة التي منحت لقب
«السيدة ميركوري»، نجت من حادث الاصطدام ولكنها تعرضت لغيبوية لمدة ستة أشهر. تم محو كل الأدلة التي تربطها بهذا المشروع، بما في ذلك محوها من صور الطاقم الرسمي لرواد الفضاء المكلفين بالمركبة ميركوري، رغم كونها العضو الثامن. وقد تم إعادة تصميم شخصية الزعيمة بالكامل عن طريق نظام ذكاء صناعي بواسطة العالمة سترينج لوف لإستخدامها في سلاح ميتال غير

## تصميم الشخصية
شخصية الزعيمة مستوحاة من الممثلة شارلوت رامبلنق. وبينما نشاهدها في نهاية اللعبة، ترتدي زياً قتالياً ذا لون باهت، فإن كوجيما كان ينوي أن يجعلها ترتدي بذلة تجسس زرقاء تشبة التي يرتديها سوليد سنيك للمشاهد التي تنتهي عندها اللعبة ولكنه تراجع عن هذه الفكرة في نهاية الأمر. خلال تصوير المشهد النهائي بين الزعيمة ونيكد سنيك، لم تتمالك الممثلة أريكو هايراتا التي قامت بالأداء الحركي لشخصية الزعيمة نفسها وبكت خلال أداء المشهد رغم أنها قد قرأته من قبل. صرح هيديو كوجيما في عام 2012، أنه يتمنى لو يتمكن من إنشاء جزء جديد تكون بطلته الرئيسية الزعيمة. 

## الأصداء
تلقت هذه الشخصية إستحسانا كبيراً جداً من وسائل الإعلام. ووفقاً لموقع يورو جيمر، «غالباً ما تعتبر شخصية الزعيمة من أقوى الشخصيات النسائية في مجال ألعاب الفيديو.»  وفي عام 2007، ذكرت مجلة Tom's Games شخصية الزعيمة ضمن قائمة أعظم 50 شخصية نسائية في تاريخ ألعاب الفيديو، وأقترحت المجلة أن يتم تجسيد شخصيتها باقتباس حي وأن تقوم بدورها الممثلة «شارون ستون، والتي أفادت بعض التقارير أنها كانت أحد مصادر الإلهام عند تصميم الشخصية.»  في عام 2008، صنفتها مجلة Chip في المرتبة الثانية عشر ضمن قائمة أفضل «نساء الألعاب» 